# Prionacris atromaculata
Prionacris atromaculata är en insektsart som beskrevs av Bruner, L. 1913. Prionacris atromaculata ingår i släktet Prionacris och familjen Romaleidae. Inga underarter finns listade i Catalogue of Life.